# Irenovití
Irenovití (Irenidae) je čeleď ptáků z řádu pěvců. Veškeré druhy, které sem patří, se vyskytují v jižní Asii a dle IUCN jsou klasifikovány jako málo dotčené. Živí se především ovocem, zejména fíky, a výjimečně i některými druhy hmyzu. Samice snáší do hnízd 2 až 3 vejce.

## Vzhled

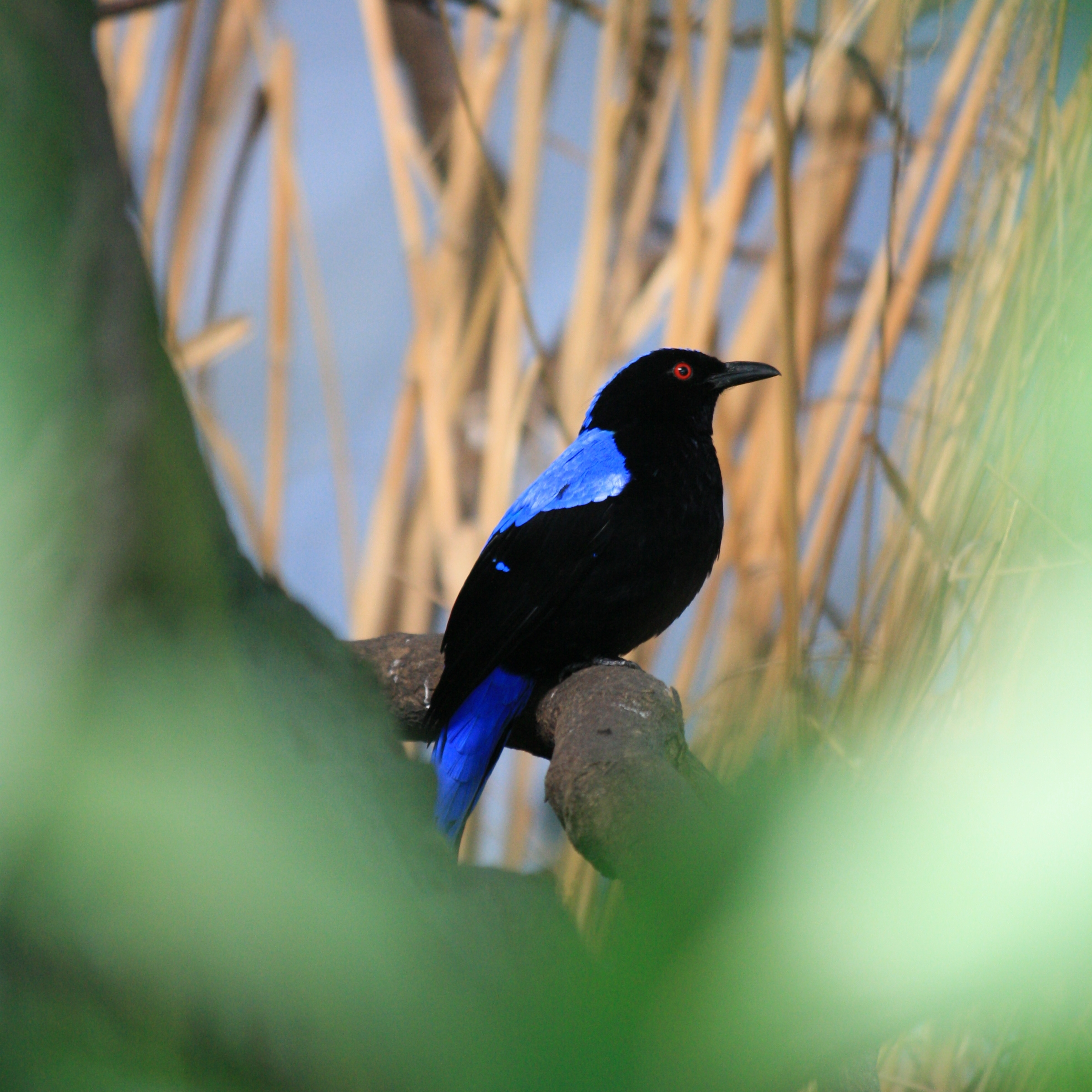
Irena tyrkysová v pražské ZOO

Jedná se o středně velké ptáky s délkou těla průměrně 25 cm a váhou okolo 60 g, což se odvíjí od množství potravy. Pohlavní dimorfismus je výrazný, samice jsou sice trochu menší než samci, ale hlavním poznávacím znamením je jejich peří, nebo spíše jeho zbarvení. Samotný název "kobaltová" či "tyrkysová" napovídá, že peří těchto ptáků bude modré, i když nemusí být po celém těle. Většina těla je leskle černá, jen některá místa po těle a křídla jsou zbarvena modře. O rozmístění barev ale rozhoduje i poddruh.

## Taxonomie
Čeleď poprvé popsal Jerdon v roce 1863, ale samotná irena tyrkysová byla popsána již v roce 1790, stejně tak irena kobaltová byla popsána již roku 1831. Právě do té doby, než je Jerdon ve své publikaci zařadil mezi irenovité, se řadili do čeledi drongovití.
Nejedná se o příliš početnou čeleď; má pouze jeden rod — Irena —, který má jen dva zástupce: irenu kobaltovou a tyrkysovou. Samotné druhy tvoří ale mnoho zeměpisných forem, které se od sebe liší jak sytostí modré barvy, tak i velikostí.

## Zástupci
- Rod Irena
  - Irena kobaltová (Irena cyanogastra)
  - Irena tyrkysová (Irena puella)